# Laura Brosius
Laura Brosius (* 8. Januar 1990 in Berlin) ist eine ehemalige deutsche Fußballspielerin und jetzige Trainerin und Obstacle Race-Läuferin.

## Karriere

### Vereine
Brosius begann ihre Karriere im Alter von 10 Jahren bei der SG Bornim. 2002 wechselte sie zum 1. FFC Turbine Potsdam. Mit den B-Juniorinnen wurde sie 2004, 2005 und 2006 deutsche Meisterin. Nach der Jugend gelangte sie zur zweiten Mannschaft in die 2. Bundesliga, bei der sie zur Stammspielerin avancierte. Im Sommer 2007 wurde sie in die erste Mannschaft befördert und erkämpfte sich einen Stammplatz. Während der folgenden zwei Spielzeiten wurde sie überwiegend in der zweiten Mannschaft eingesetzt. Im Sommer 2010 wechselte sie daher zum FF USV Jena, wo sie fünf Jahre lang spielte. Nach einer längeren Verletzungsserie, durch die sie in der Saison 2014/15 nur sieben Spiele bestreiten konnte, beendete sie im Sommer 2015 ihre aktive Karriere.

### Nationalmannschaft
Bei der Schulweltmeisterschaft 2007 in Chile belegte sie mit ihrer Mannschaft den zweiten Platz. Im gleichen Jahr wurde sie zu einem Sichtungslehrgang der U-19-Nationalmannschaft berufen.

### Als Trainerin
Nach ihrem Karriereende im Sommer 2015 wurde Brosius Co-Trainerin der U-17 des FF USV Jena.

### Obstacle Race
2015 wurde sie dritte Frau sowie 2016 zweite Frau bei Gettingtough – The Race.
2017 wurde sie erste Frau beim Tough Guy Race.
2018 und 2019 erreichte sie als erste Frau das Ziel von Gettingtough – The Race.
2019 wurde sie erste beim Braveheartbattle und fünfte Frau bei XLETIX Elite Heat.

## Persönliches
Brosius erwarb an der Sportschule „Friedrich Ludwig Jahn“ in Potsdam das Abitur. Danach absolvierte sie in Jena eine Ausbildung zur Immobilienkauffrau. Sie nahm bislang an verschiedenen Marathonläufen teil.
Sie ist die Schwester von Hagen Brosius.

## Erfolge
- Champions-League-Siegerin 2010
- Deutsche Meisterin der B-Juniorinnen 2004, 2005, 2006
- Schulvizeweltmeisterin 2007
- 3. Platz bei Gettingtough – The Race 2015[8]
- 2. Platz bei Gettingtough – The Race 2016
- 1. Platz beim Tough Guy Race 2017
- 1. Platz bei Gettingtough – The Race 2018[9]
- 1. Platz bei Braveheartbattle 2019 auf der Distanz KillHill und Rookie
- 5. Platz XLETIX Elite Heat 2019